# بروس هولدر
بروس هولدر هو موزع وملحن كندي، ولد في 8 يناير 1905، وتوفي في 27 أغسطس 1987.